# عبداللهی سنگره
عبداللهی سنگره (انگلیسی: Abdoulahy Sangaré؛ زادهٔ ۱۴ ژانویهٔ ۱۹۸۴) بازیکن فوتبال اهل موریتانی است.
از باشگاه‌هایی که در آن بازی کرده‌است می‌توان به باشگاه فوتبال پاری سن ژرمن اشاره کرد.
وی همچنین در تیم ملی فوتبال موریتانی بازی کرده‌است.